# Ghislain Walravens
Frans Maria Ghisleen Walravens
L'abbé Ghislain Walravens, Biscops en résistance, né à Lombeek-Notre-Dame, le 3 décembre 1880 et mort à Arendonk, le 11 janvier 1955, est un prêtre catholique belge, un résistant et un espion de la Première Guerre mondiale. Il crée, à la demande des Britanniques en 1915, le réseau de renseignement qui portera son nom, le Service Biscops.

## Éléments biographiques
Frans Maria Ghisleen Walravens qui restera connu sous le nom de Ghislain Walravens naît à Onze-Lieve-Vrouw-Lombeek, le 3 décembre 1880. Son père, Benoît Walravens, y exerce la fonction de notaire, en 1873, il épouse Maria Carlier, originaire de Borchtlombeek. Le couple aura 8 enfants, Ghislain sera le second de la fratrie.
Après des humanités classiques au collège Saint-Augustin à Enghien, Ghislain Walravens s'inscrit au séminaire.

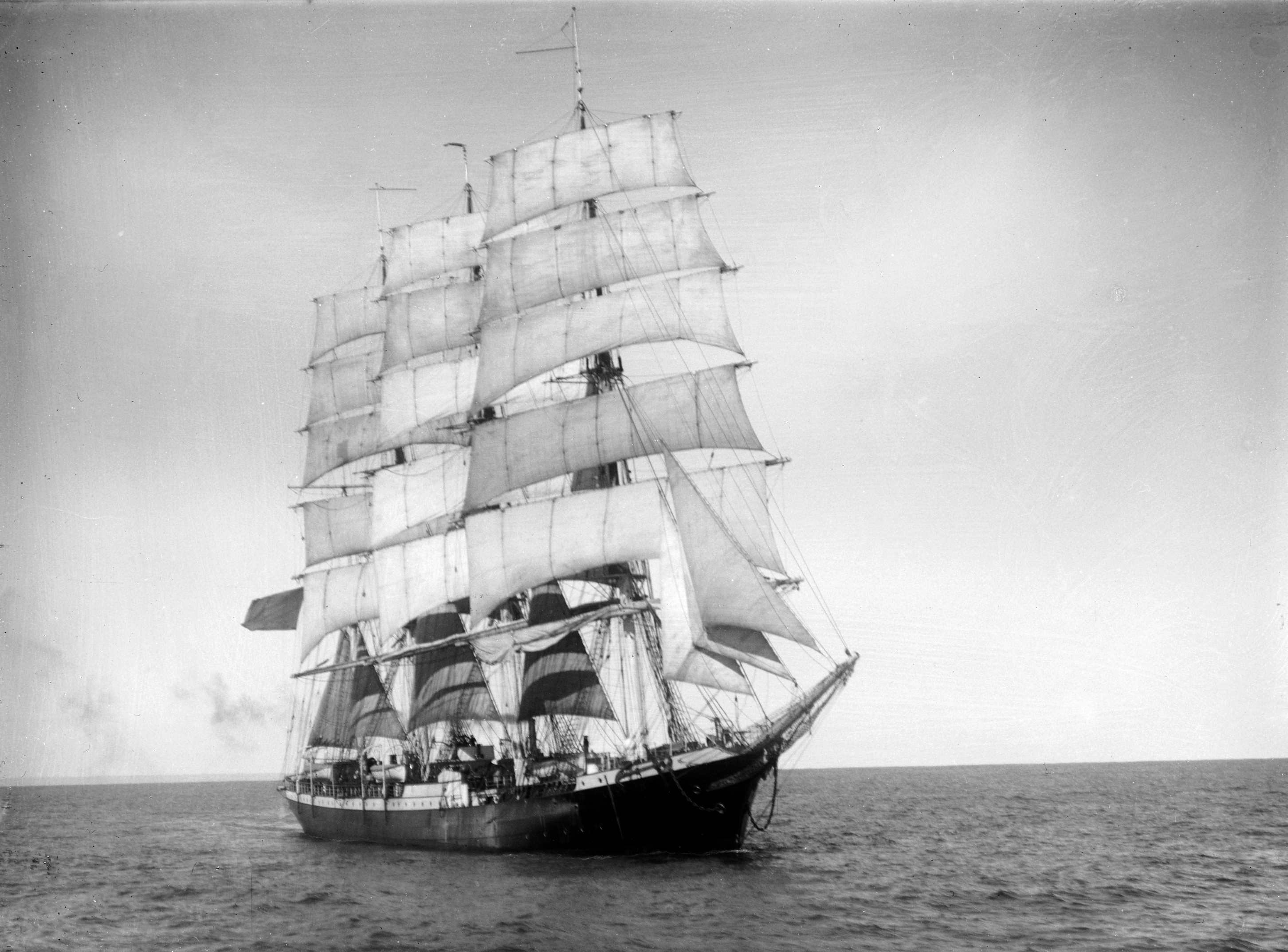
L'Avenir, le navire-école belge lancé en 1908.

Après sa prêtrise, Ghislain Walravens accepte une charge de cours à l'Institut Saint-Jean-Berchmans d'Anvers.
En 1906, le navire-école de Smet de Naeyer sombre, emportant avec lui la moitié de l'équipage. En 1907, un nouvel aumônier doit être désigné pour prendre la succession de celui qui officiait sur le de Smet de Naeyer disparu héroïquement en restant sur le pont au côté du capitaine et de son second. Le Cardinal Mercier convoque alors Ghislain Walravens pour lui attribuer cette charge. Le 2 mai 1908, L'Avenir, le nouveau navire-école de la marine belge est lancé avec, à son bord, son nouvel aumônier, Ghislain Walravens alors âgé de 27 ans. Il y restera 4 années mais quittera sa fonction sans regret tant le caractère, décrié par l'ensemble de l'équipage et couvert par le capitaine, du premier officier était ombrageux.
À son retour en Belgique, on lui assigne la charge de vicaire pour la paroisse d'Arendonk. Il s'intéresse alors à la condition ouvrière et aux inégalités sociales, il écrit:

« Quelle révoltante, quelle injuste différence. Quel crime de lèse-humanité! Pour les uns, tous les raffinements du luxe et de la table, pour les autres toutes les misères, toutes les saletés les plus répugnantes. Et cependant tous les hommes ne sont-ils pas de la même espèce, les enfants d'un même Dieu ? »

### Première Guerre mondiale
Lorsque la guerre éclate en 1914, il accompagne un bateau de réfugiés en fuite vers l'Angleterre. Il lui est proposé de s'établir à Londres, mais l'abbé Walravens souhaitant reprendre ses fonctions à la paroisse d'Arendonk, rentre en Belgique. Désirant se mettre au service de sa patrie en luttant contre l'envahisseur, il travaille un temps pour un réseau de renseignement français qui s'étiole cependant rapidement.
Plus tard, le docteur Mathé, fervent patriote, lui apporte une missive émanant du G. Q. G. anglais. Les Britanniques souhaitent développer un réseau de renseignement plus important encore que le précédent qui venait de conduire aux exécution de Joseph Baeckelmans et de Philippe Baucq. Il s'agissait de créer un vaste réseau d'observation ferroviaire de l'activité des Allemands au sud de la Belgique et au nord de la France. L'abbé Walravens, malgré sa position septentrionale, est séduit par ce projet ambitieux.
L'abbé recrute tout d'abord Joseph Spaepen, chef du tram qui relie Turnhout et la Hollande via laquelle, tous les renseignements transiteront avant d'être acheminés à Londres. Un second chef de tram, du nom de Swannet, assurera quant à lui, la jonction entre Anvers et Turnhout. À Anvers, les Docteurs de Mets et Elsmortel sont recrutés . Les deux hommes à leur tour, établirent des relais de renseignement tout au long des lignes conduisant à Anvers au travers de l'action de nombreux agents, G. Zellien, Adrienne Steyaert, le chanoine Zech, qui dirigeait l'Institut Saint-Jean Berchmans à Anvers, les époux Fransowski, l'abbé Pycke, l'ingénieur Vander Eecke, Jacobs, le docteur Uhlin, pour n'en citer que quelques-uns. La jonction avec Bruxelles est confiée à Marguerite Walravens, la sœur de Ghislain Walravens. Trois mois plus tard, la partie nord du dispositif est fonctionnelle. Restait alors la tâche plus ardue encore de déployer le réseau dans le sud de la Belgique et le nord de la France. Sous couvert de prendre part à des conférences sur les conditions sociales en Belgique, l'abbé Walravens, sous sa propre identité, se rend en Wallonie. Il se rend tout d'abord dans son ancien collège à Enghien pour y rencontrer le principal, l'abbé Botteldoren. Censé discuter des syndicats chrétiens, ce dernier est rapidement informé du véritable but de la visite de l'abbé Walravens. Ils envisagent ensemble de nouveaux recrutements en Hainaut.
C'est à cette époque qu'il fut décidé que les agents disposeraient tous et ne seraient connus que par leur pseudonyme, l'abbé Walravens se fait appeler Biscops, plus tard le réseau en son entier portera son nom, l'ingénieur De Boucq s'appelait Diogène et plus tard Népomucène, l'abbé Thésin, Léonidas, l'abbé Rivière, Ulysse,… 
De la même manière, pendant quinze jours, fin 1915, l'abbé Walravens se rend ensuite à  Tournai, Ath, Braine-le-Comte, Soignies, Mons, Binche, Merbes-le-Château et Charleroi.
Une nouvelle missive lui étant parvenue de Hollande, l'abbé reprend son bâton de pèlerin, il s'agit maintenant d'étoffer ou de créer le réseau à Bruxelles, Malines et Louvain. Pour Bruxelles, l'abbé sous-traite la mission en la confiant à son frère, Michel Walravens. Toutes les lignes convergeant vers la capitale devaient être passées au crible. Lors de ce second voyage, Ghislain Walravens se rend à nouveau dans le Hainaut, où il tente de recruter l'ingénieur De Boucq qu'on lui avait renseigné. Celui-ci se montre des plus réticents et semble ne pas faire confiance à l'homme d'église, il faut dire que De Boucq a été agent du réseau Baeckelmans, ce qui le rend plus circonspect encore. Le lendemain, Walravens est de retour à Arendonk. Et, surprise, il reçoit la visite de l'ingénieur qui s'était renseigné sur l'abbé . Il propose ses services, l'abbé Walravens dira de lui:

« Je considérais M. De Boucq […] comme plus capable que moi dans la matière, et lui laissai volontiers le soin et la charge de poursuivre l'extension méthodique du service, afin d'arriver au réseau complet que j’avais rêvé et qui devait absolument être réalisé! ; j'avais la certitude que De Boucq était avant tout un homme d'action. »

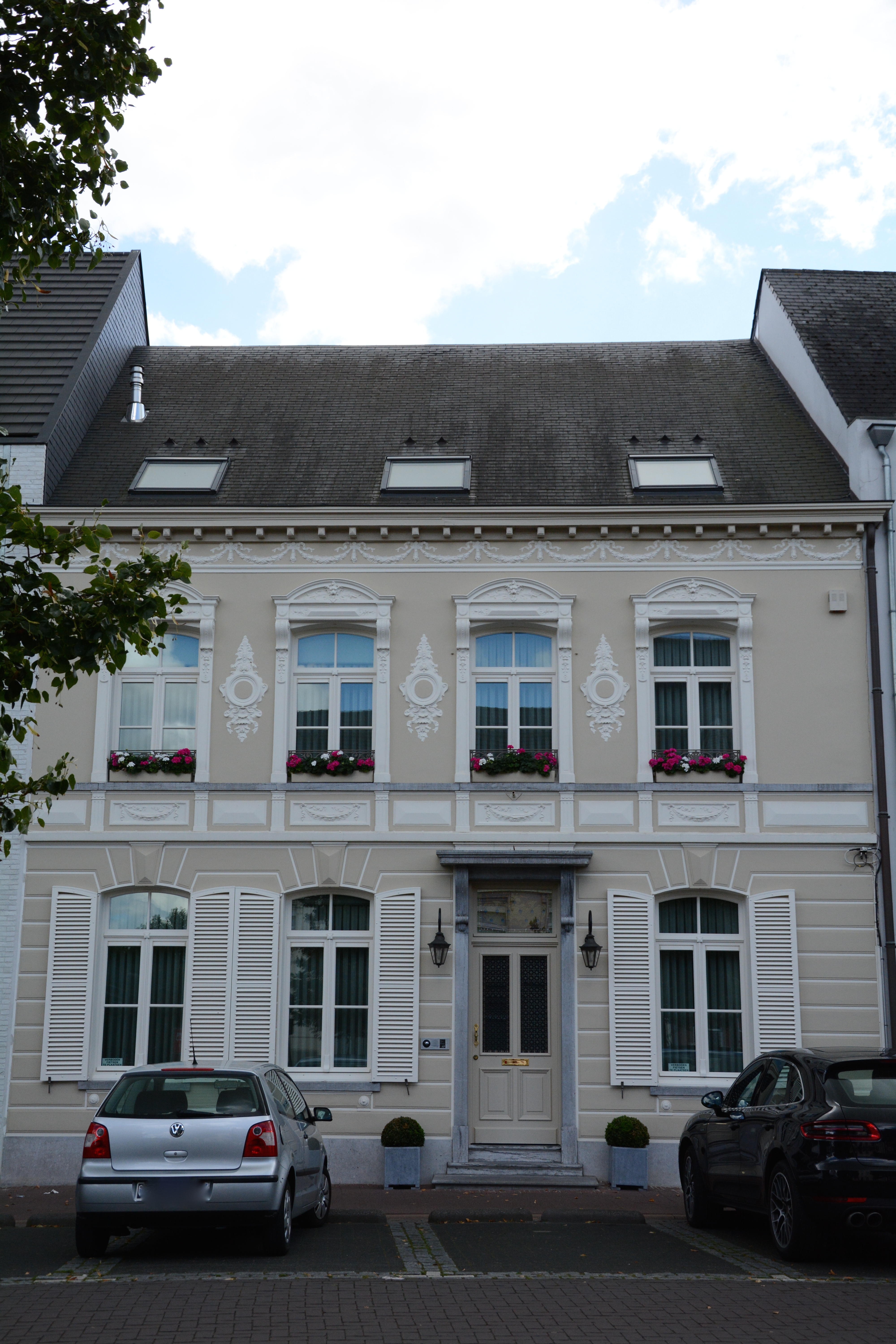
La maison Walravens au 32, Vrijheid à Arendonk.

De Boucq réactive les anciens du réseau Baeckelmans et c'est à cette époque que l'ensemble de l'agence de renseignement créée sous l'impulsion de l'abbé Walravens prend le nom de Service Biscops. De Boeck organise et coordonne le sud de la Belgique (et le nord de la France) tandis que Walravens s'occupe du nord.
À cette époque, le réseau se développe et, pour la seule région de Mons, compte plus de 120 agents recrutés par les abbés Liévin Thésin et François Bard. Certains agents du réseau se font même embaucher par les Allemands pour travailler ici dans une gare française, à Locquignol, ou là, en gare de Saint-Ghislain. Ces agents, qui passaient pour des traîtres pour de nombreux patriotes, faisaient cependant remonter des informations d'une importance cruciale.
Il fallut mettre en place une procédure de transmission et chaque zone fut divisée en secteur au sein duquel tous les messages convergeaient vers un seul homme qui se chargeait de les faire parvenir à la tête du réseau sud, l'ingénieur De Boucq et ses proches collaborateurs. Ce dernier, deux fois par semaine, faisait la jonction avec Bruxelles. Il ne fut par rare de le voir accompagné, en route vers la capitale, par le chef de la police allemande de Charleroi, une couverture parfaite. Les documents partaient ensuite pour Arendonk via Anvers et Turnhout. À Arendonk, les messages étaient décodés, analysés, condensés, classés par l'abbé Walravens et ses proches collaborateurs qui y consacraient trois nuits blanches par semaine avant de les faire parvenir en Hollande. Pour cet ultime voyage avant l'Angleterre, ce sont deux menuisiers, les frères Meyers qui servent de coursiers et qui n'étaient jamais à court de stratagème pour les dissimuler et les faire parvenir en Hollande, en en confiant même parfois le soin, à leur insu, à des soldats allemands.
Tout ceci fonctionne à merveille jusqu'en août 1917, lorsqu'on apprend que le docteur de Mets a été arrêté et que le docteur Elsmortel est en fuite. Afin de préserver le reste du réseau, des directives de destruction du matériel sont données pour les agents proches de celui qui vient d'être arrêté, les dirigeants espèrent ainsi enclaver les possibles dégâts au sein du réseau et permettre au reste de continuer à fonctionner. Ceci fut vain puisque le 30 août 1917, quatre membres de la famille Walravens sont arrêtés à Laeken: Marguerite, Émile, Charles et Paul et quelques jours plus tard, le 4 septembre, c'est au tour de l'abbé Ghislain Walravens de connaître les geôles allemandes. Ceci aurait dû sonner le glas du réseau, ce fut sans compter sur les efforts de l'ingénieur De Boucq et le providentiel abbé Beulens qui reprit les fonctions de Walravens à Anvers. Le 11 septembre 1917, le réseau est cependant décimé par une vague d'arrestations à laquelle certains, comme De Boucq, parvinrent cependant à échapper pour tenter à nouveau de refaire des liaisons là où elles avaient été rompues. Il fait de son mieux et parvient ensuite à quitter le pays à la barbe de l'occupant.
Les Allemands instruisirent le dossier d'espionnage ferroviaire des prévenus pendant sept mois. Ils étaient défendus par Mes Braun et Kirschen. Durant l'instruction, l'abbé Waravens partage la cellule d'Émile Stévigny, résistant également, qui sera condamné à mort et exécuté au Tir national, le 13 décembre 1917. L'abbé Walravens fera le récit des journées passées en captivité en sa compagnie et de son comportement exemplaire lorsque l'issue tragique fut inévitable,.
Fin mars 1918, L'abbé Walravens, sa sœur Marguerite et l'abbé Thésin furent, eux aussi, condamnés à mort. Les autres membres furent condamnés à des peines de travaux forcés. Grâce aux interventions de l'ambassadeur d'Espagne Rodrigo de Saavedra y Vinent, marquis de Villalobar, du Pape, du ministre de Suisse, de la comtesse Werner de Merode et de Pauline d'Aremberg, la peine capitale est commuée en travaux forcés à perpétuité.
Plus tard, l'abbé Walravens est à nouveau suspecté d'avoir pris part au réseau d'espionnage sur le front cette fois ce qui, pour les Allemands, est une circonstance aggravante. En raison de l'offensive Foch, son second procès est délocalisé à Bruxelles et se tient le 8 novembre 1918, l'armistice est proche, les Allemands savent qu'une nouvelle épreuve de force au travers d'une justice expéditive condamnant à mort un homme d'église ne servirait plus leur cause, ils renoncent à le juger, "faute de preuves", dirent-ils.
Le réseau Biscops était à ce moment, en partie du moins, encore en activité. Il transmit durant plus de deux années plus de 6000 messages codés vers les Alliés, ce qui représente 80% des informations belges reçues par les Britanniques durant toute la durée de la guerre. Il comptait 600 membres dont 51 ecclésiastiques.

## Reconnaissances
- Commandeur de l'Ordre de l'Empire britannique, 1919.